# Bertrand Adams
Bertrand „Berti“ Adams (* 13. Oktober 1953 in Ehrang) ist ein deutscher Politiker (parteilos, ehemals CDU) und ehemaliges Mitglied des rheinland-pfälzischen Landtags. Seit Juli 2018 ist er Ortsvorsteher von Trier-Ehrang/Quint.

## Leben und Beruf
Nach Besuch der Volksschule Ehrang und des Max-Planck-Gymnasiums in Trier absolvierte Adams 1971 bis 1974 eine Ausbildung im Fleischerhandwerk und erhielt 1977 seinen Meisterbrief. Er arbeitete seit 1974 zunächst im elterlichen Betrieb, den er 1982 übernahm. Er ist verheiratet und hat vier Kinder. Er war Mitglied des Verwaltungsrats der Sparkasse Trier, des Aufsichtsrats der EGP (Entwicklungsgesellschaft Petrisberg), im DRK Ehrang und im Gewerbeverein Ehrang.

## Partei
Adams, der katholischer Konfession ist, ist seit 1976 Mitglied der CDU. Von 1990 bis 1992 war er Vorsitzender des CDU-Stadtbezirksverbandes Trier-Ehrang. Seit 2004 ist er Vorsitzender der CDU-Stadtratsfraktion in Trier, so fungierte er bei den Kommunalwahlen 2004 und 2009 als Spitzenkandidat der Trierer CDU. Von 2005 bis 2007 war er stellvertretender Vorsitzender des CDU-Bezirksverbandes, dessen Vorstand er auch heute noch angehört. Seit 2004 war er Vorsitzender der Trierer CDU-Stadtratsfraktion. Adams gab das Amt des CDU-Fraktionsvorsitzenden und alle anderen politischen Ämter nach dem Verlust des Landtagsmandates bei der Landtagswahl in Rheinland-Pfalz 2011 auf. Im Juli 2022 verließ Bertrand Adams die CDU, wurde jedoch als Parteiloser bei der Kommunalwahl am 9. Juni 2024 im Amt des Ortsvorstehers von Trier-Ehrang/Quint bestätigt.

## Abgeordneter
Berti Adams sammelte erste kommunalpolitische Erfahrungen von 1984 bis 1989 im Ortsbeirat Trier-Ehrang. Seit 1989 gehört er dem Trierer Stadtrat an. Am 1. März 2009 rückte er für den früheren Landes- und Fraktionsvorsitzenden der CDU Christoph Böhr in den rheinland-pfälzischen Landtag nach. Im Landtag war er Schriftführender Abgeordneter und Mitglied im Ausschuss für Landwirtschaft und Weinbau und Ausschuss für Umwelt, Forsten und Verbraucherschutz.
Bei der Landtagswahl in Rheinland-Pfalz 2011 kandidierte er als Direktkandidat für den Wahlkreis 25 (Trier Stadt) und belegte Platz 38 der Landesliste. Nachdem die CDU in Rheinland-Pfalz 41 Sitze für sich beanspruchen konnte, rutschte Adams nach Verlust des Direktmandates gegen Malu Dreyer zunächst über die Landesliste als letzter Abgeordneter in den neuen Landtag. Aufgrund eines Fehlers bei der Auszählung der Briefwahlstimmen im Wahlkreis Mainz II konnte der CDU-Politiker Wolfgang Reichel jedoch nachträglich mit 13 Stimmen Vorsprung vor seiner Konkurrentin und der ursprünglichen Gewinnerin des Wahlkreises, Doris Ahnen, doch noch ein Direktmandat für den Landtag gewinnen. Adams rutschte damit nachträglich auf Platz Nummer 42 und verlor seinen Platz im neu gewählten Landtag. Als Konsequenz legte er unmittelbar darauf sein Amt als Vorsitzender der CDU-Stadtratsfraktion nieder.